# Dziewki
Dziewki – wieś w Polsce położona w województwie śląskim, w powiecie będzińskim, w gminie Siewierz.
W latach 1975–1998 miejscowość administracyjnie należała do województwa katowickiego.

## Nazwa
Nazwę miejscowości w zlatynizowanej staropolskiej formie Dzewki wymienia w latach (1470–1480) Jan Długosz w księdze Liber beneficiorum dioecesis Cracoviensis. Jako właściciela kronikarz podaje Mikołaja Mirzowskiego herbu Gryf.

## Części wsi
| SIMC    | Nazwa          | Rodzaj    |
| ------- | -------------- | --------- |
| 0221439 | Bacholin       | część wsi |
| 0221445 | Kazimierówka   | część wsi |
| 0221451 | Pasternik      | część wsi |
| 0221468 | Pod Brudzowice | część wsi |
| 0221474 | Podbagnie      | część wsi |
| 0221480 | Podrzaże       | część wsi |